# Route nationale 3 (Mali)
La Route nationale 3 traverse le Mali, depuis Bamako capitale du Mali, jusqu'à la frontière mauritanienne suivant un axe Sud/Nord, c'est l'un des principaux axe de transport du pays. Avant la reclassification, l'axe Diéma-Bamako constituait une partie de la route nationale 1.

## Tracé
De son point de départ initial à Bamako (rond-point), elle mène à la frontière mauritanienne.
Du sud au nord la route dessert les localités de :
- Bamako, km 0
- Kolokani, km 130
- Diéma, 352 km
- Nioro du Sahel, km 443
- Gogui, km 508, Frontière entre le Mali et la Mauritanie